# عمارت و باغ امین اسلامی
عمارت و باغ امین الاسلامی یکی از آثار تاریخی شهر نیشابور و از نقاط هویتی و دارای ظرفیت گردشگری این شهر می‌باشد. این مکان مربوط به دوره پهلوی دوم است و در نیشابور، خیابان امام (پهلوی سابق)، روبروی باغ ملی نیشابور واقع شده و این اثر در تاریخ ۱۹ اسفند ۱۳۸۰ با شمارهٔ ثبت ۴۸۰۹ به‌عنوان یکی از آثار ملی ایران (شامل قوانین میراث فرهنگی ایران) به ثبت رسیده است.
این عمارت خانهٔ شخصی ابوالحسن امین الاسلامی یکی از خان‌های نیشابور در دوره پهلوی اول و دوم بوده است و قدمت بنا و سبب نامگذاری آن به همین دلیل است. این اثر در فهرست آثار ملی به ثبت رسیده است.

اطراف این عمارت را باغی بزرگ دربرگرفته که به باغ امین اسلامی مشهور است. مساحت کل این‌جای‌ها ۳۱ هزار مترمربع در مرکز نیشابور خیابان امام خمینی (پهلوی سابق) است. در مدخل ورودی اصلی این باغ تندیس دو کوزه‌گر نصب شده است. محوطه باغ این اثر ملی دارای دیوارهایی بود که به‌طور غیرقانونی تخریب شدند. پس از تخریب دیوارها، باغ این عمارت عملاً تبدیل به یک مسیر اصلی پیاده‌راه در شهر نیشابور، و یکی از میدان‌های اصلی اجتماعی، فرهنگی و تفریحی شهر شد. یک مرکز تجاری بزرگ، دو هتل، یک بیمارستان و چندین رستوران، کافه و مراکز تجاری دیگر نیز در نزدیکی این باغ مستقر هستند. در روبه روی جبهه جنوبی این باغ، باغ شناخته شده دیگری به نام باغ ملی نیشابور قرار دارد.

## ورود ترافیک خودرویی به عرصه و حریم و قطع درخت

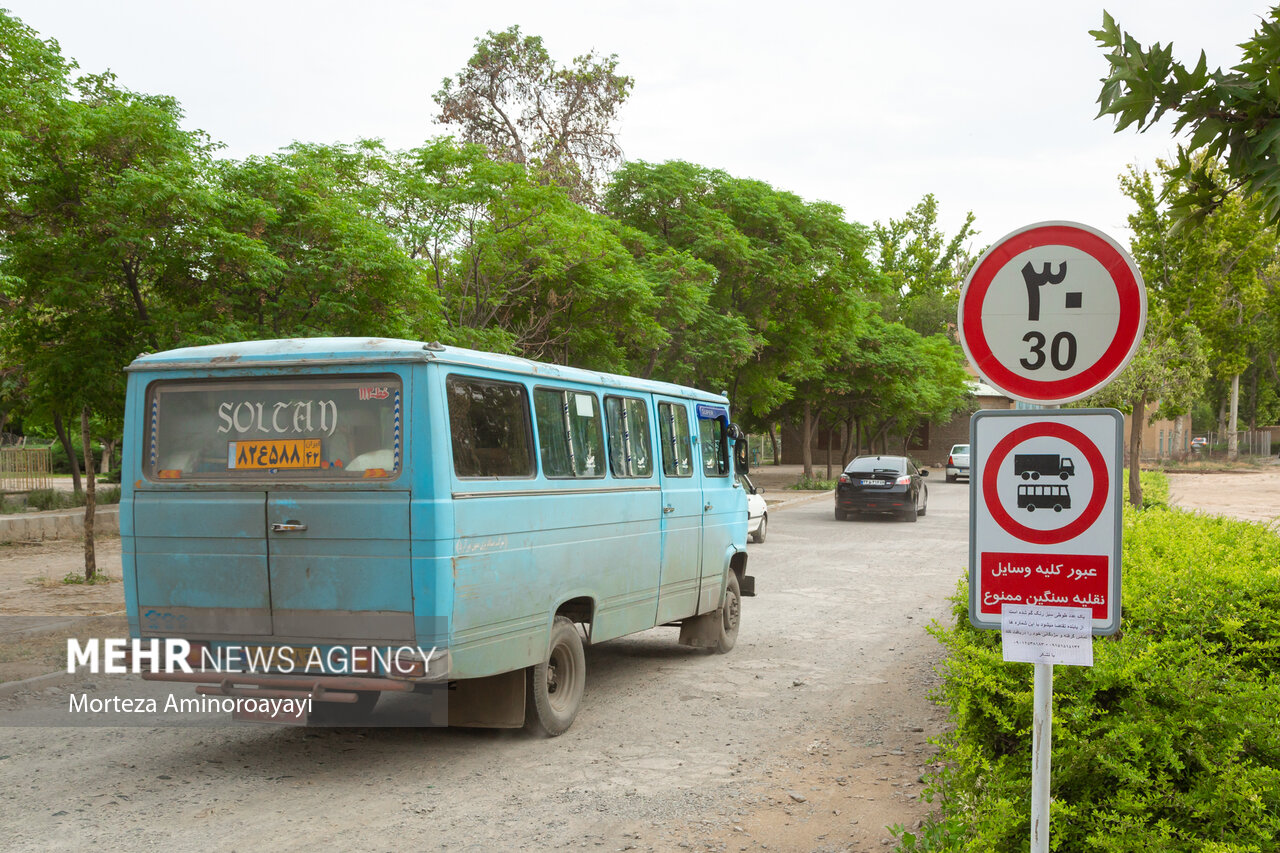

در نیمه دوم آذرماه ۱۴۰۱ و با ایجاد تغییراتی در محوطه این اثر ثبت ملی، به ترافیک خودرویی شهر نیشابور اجازه ورود به محوطه این اثر تاریخی داده شد. هدف از این اقدام «کاهش مشکلات ترافیکی این محدوده از شهر» از سوی وبگاه شهرداری نیشابور اعلام شد و به گفته این وبگاه، این طرح «به گونه ای برنامه‌ریزی شده که آسیبی به باغ و عمارت تاریخی وارد نشود». به گفته این وبگاه ساخت این مسیر با «توافق شهرداری نیشابور، شورای شهر نیشابور و خانواده امین اسلامی» بوده است. در یکی از تصاویر منتشر شده در وبگاه شهرداری نیشابور قطع و حذف تعدادی درخت و یک آب‌نما برای ایجاد تقاطع و چراغ راهنمایی با تقاطع خیابان شریعتی و خیابان امام نیشابور نیز به چشم می‌خورد. در خبری منتشر شده در ۱۹ آذر ۱۴۰۱ در خبرگزاری ایسنا و خبرگزاری تسنیم و به گفته احسان زهره‌وند، معاون کل میراث فرهنگی خراسان رضوی، «بدون اطلاع به میراث‌فرهنگی، شبانه عملیات عمرانی تعریض خیابان و ایجاد مسیر سواره در عرضه {این} اثر تاریخی» انجام پذیرفته است. بر اساس این خبر و گفته وی این طرح «غیرقانونی» بوده و باعث ایجاد «خطر برای عابرین» نیز خواهد شد و «اقدامات قانونی و پیگیری‌های قضائی نیز از طریق واحد حقوقی اداره‌کل میراث‌فرهنگی، گردشگری و صنایع‌دستی در حال انجام است». به گفته یکی از اعضای شورای شهر نیشابور این طرح باعث «تمرکززدایی» ترافیک شهر نخواهد شد و «گره ترافیکی خیابان امام {نیشابور} را بیشتر و بدتر از قبل می‌کند.». خبری در ۲۲ آذر ۱۴۰۱ «توقف عملیات عمرانی در باغ تاریخی امین الاسلامی نیشابور» را اعلام نمود.

## نگارخانه

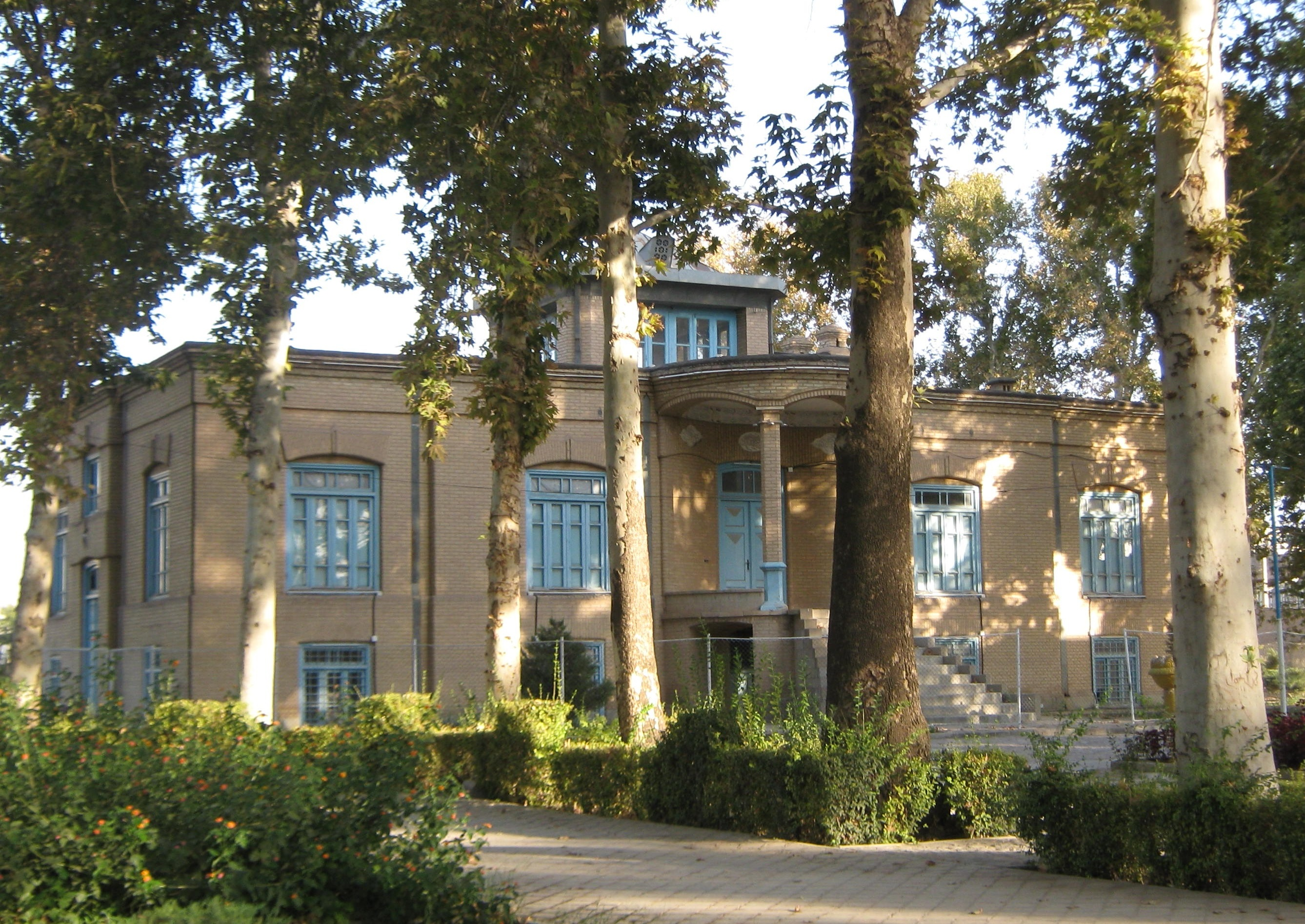
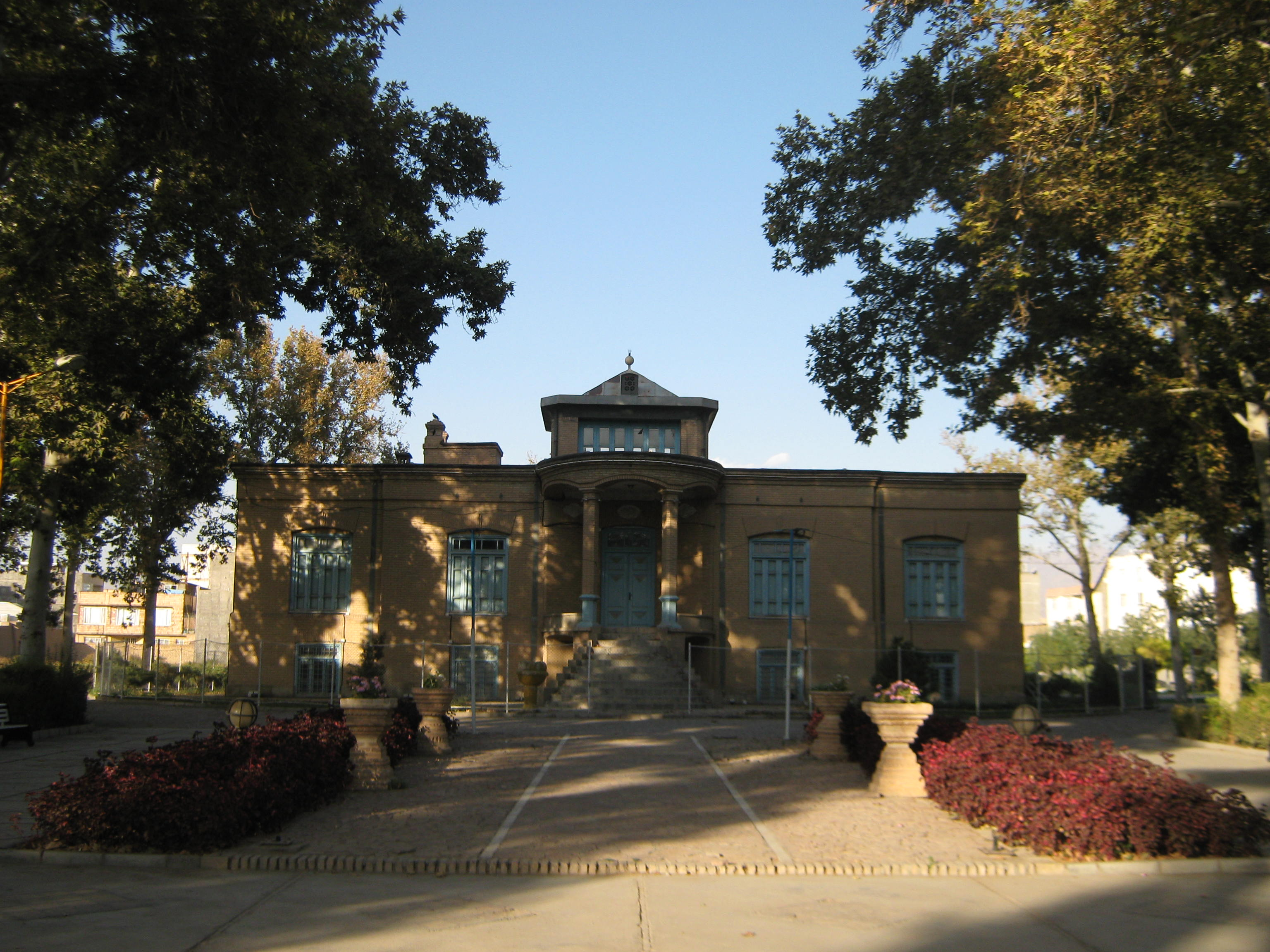
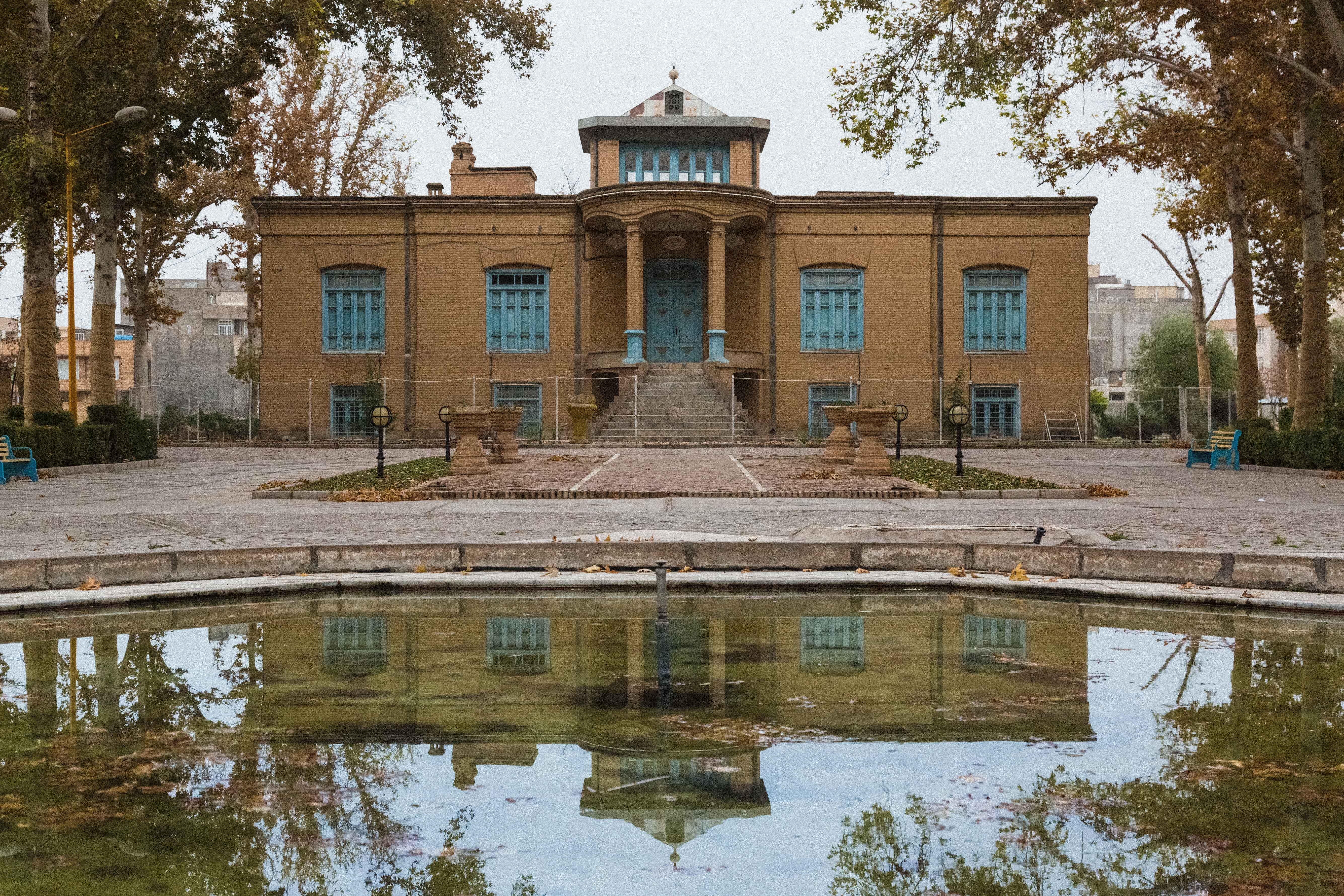
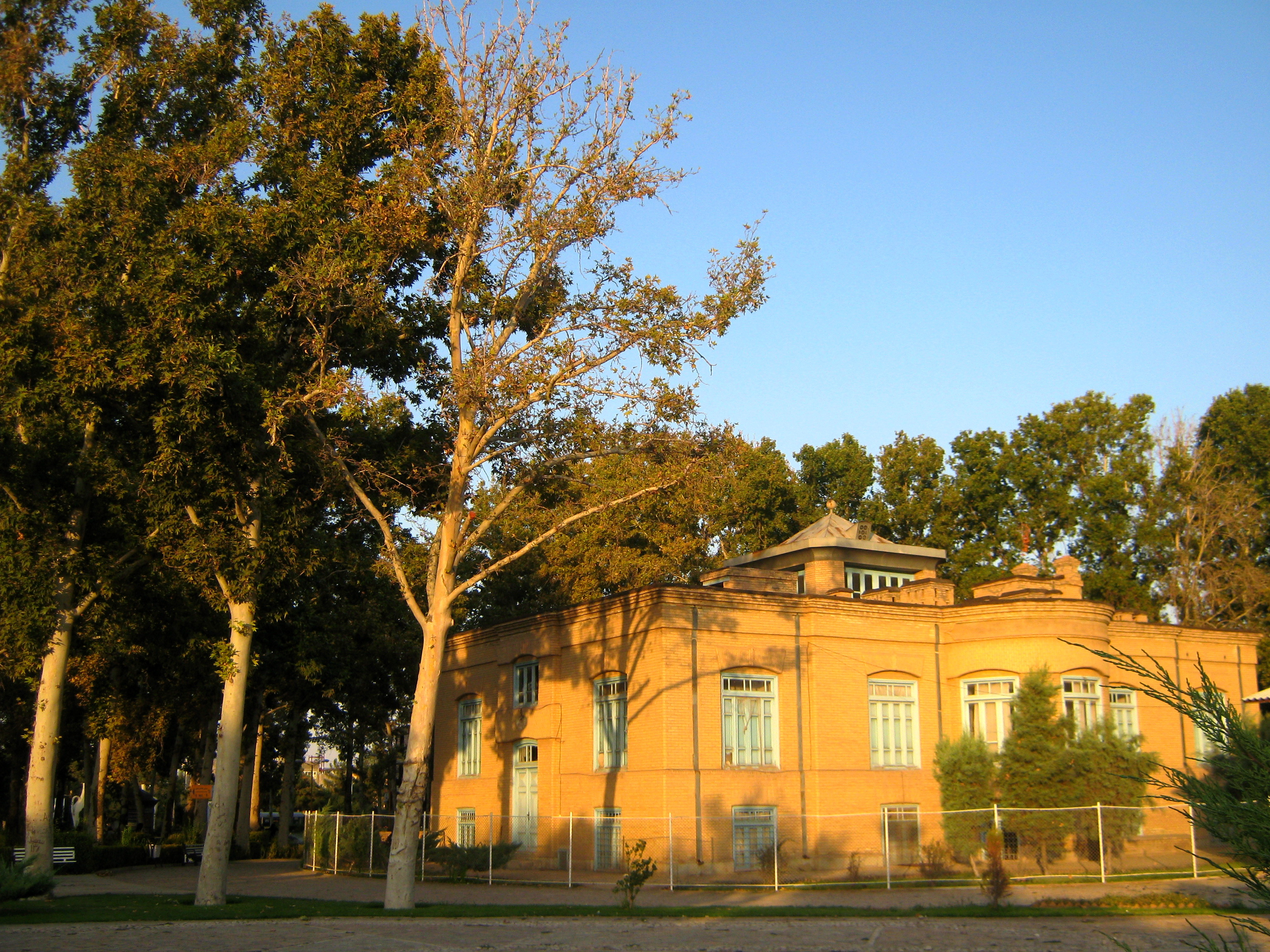
نمای عمارت از پشت
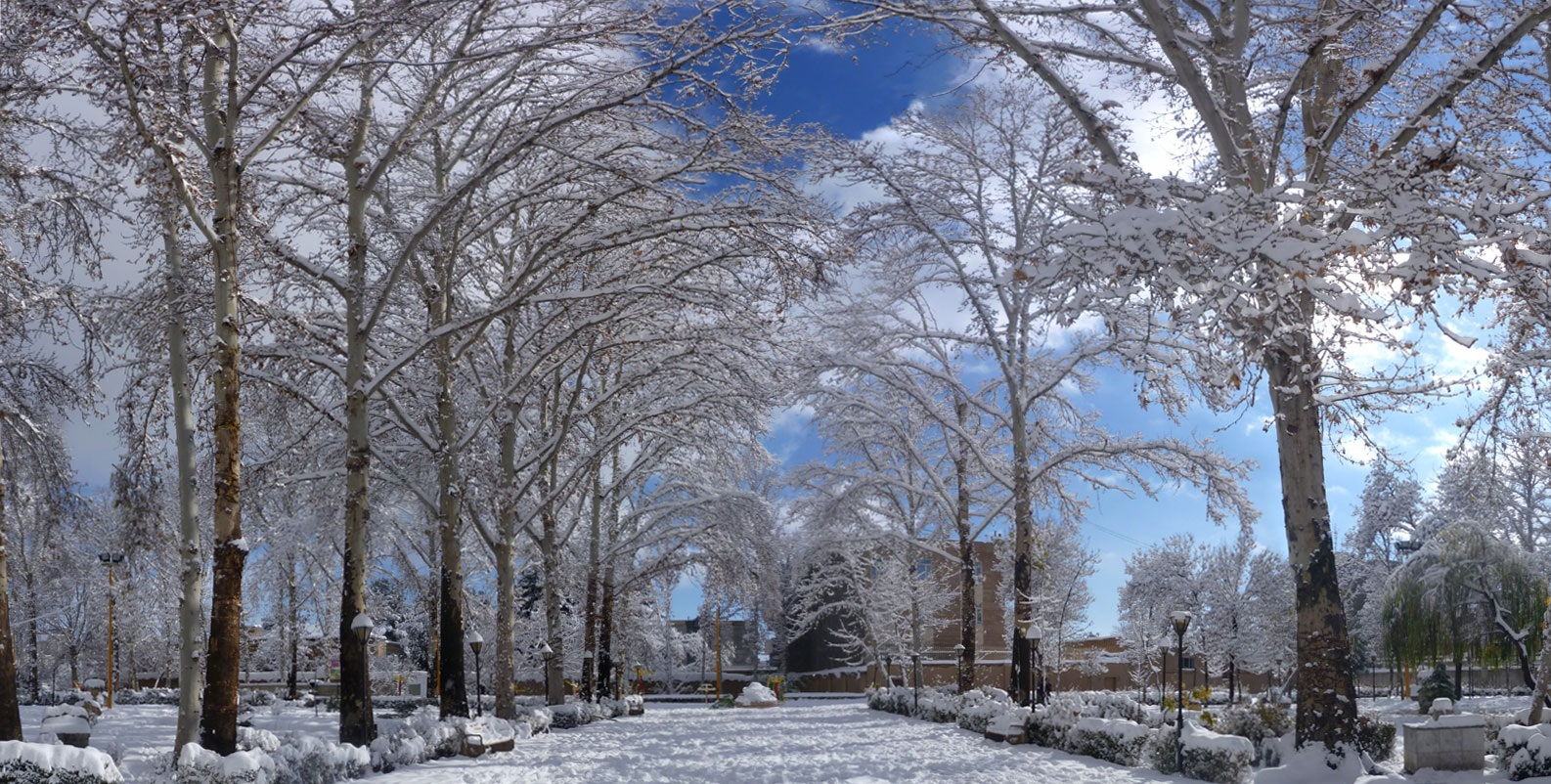
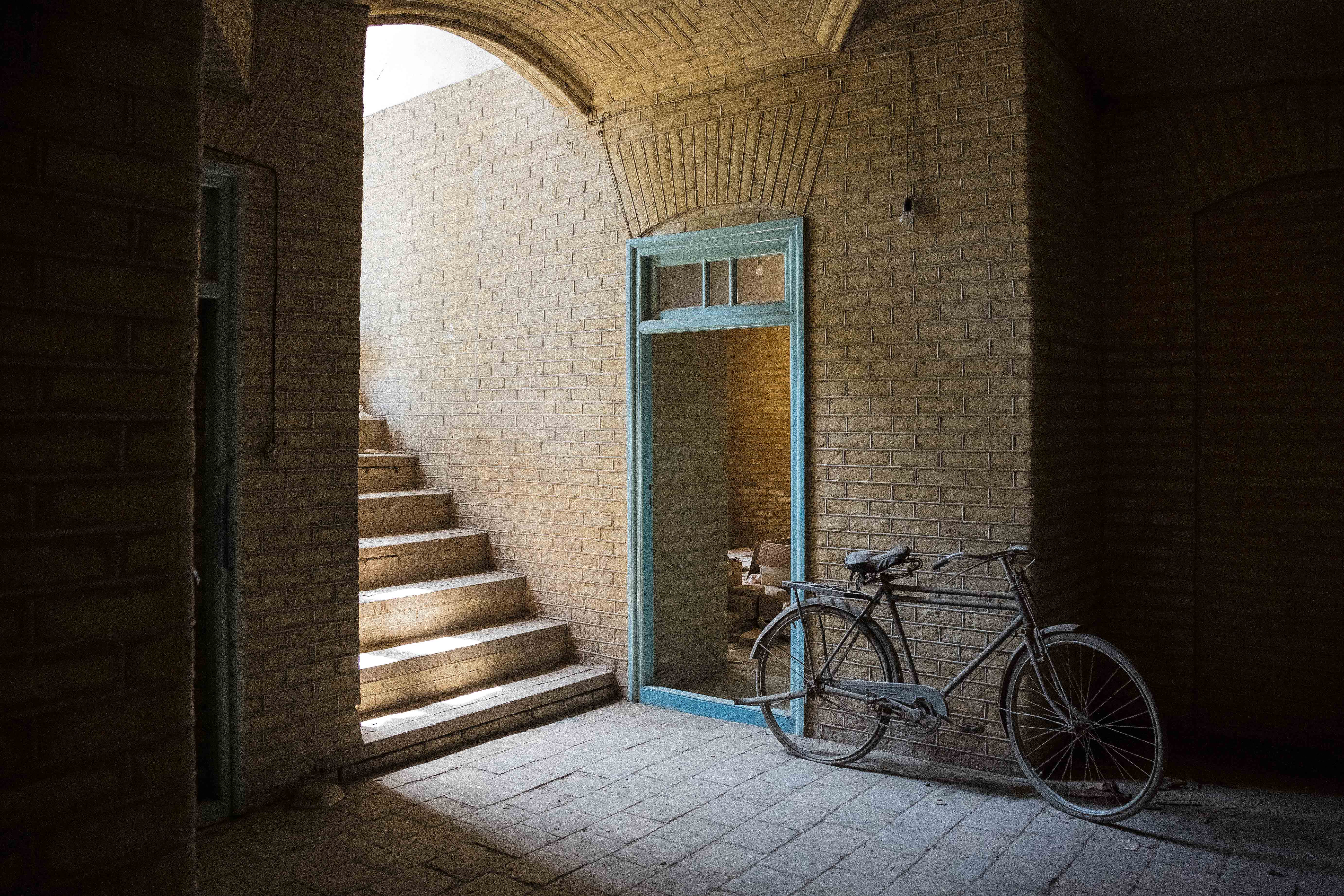
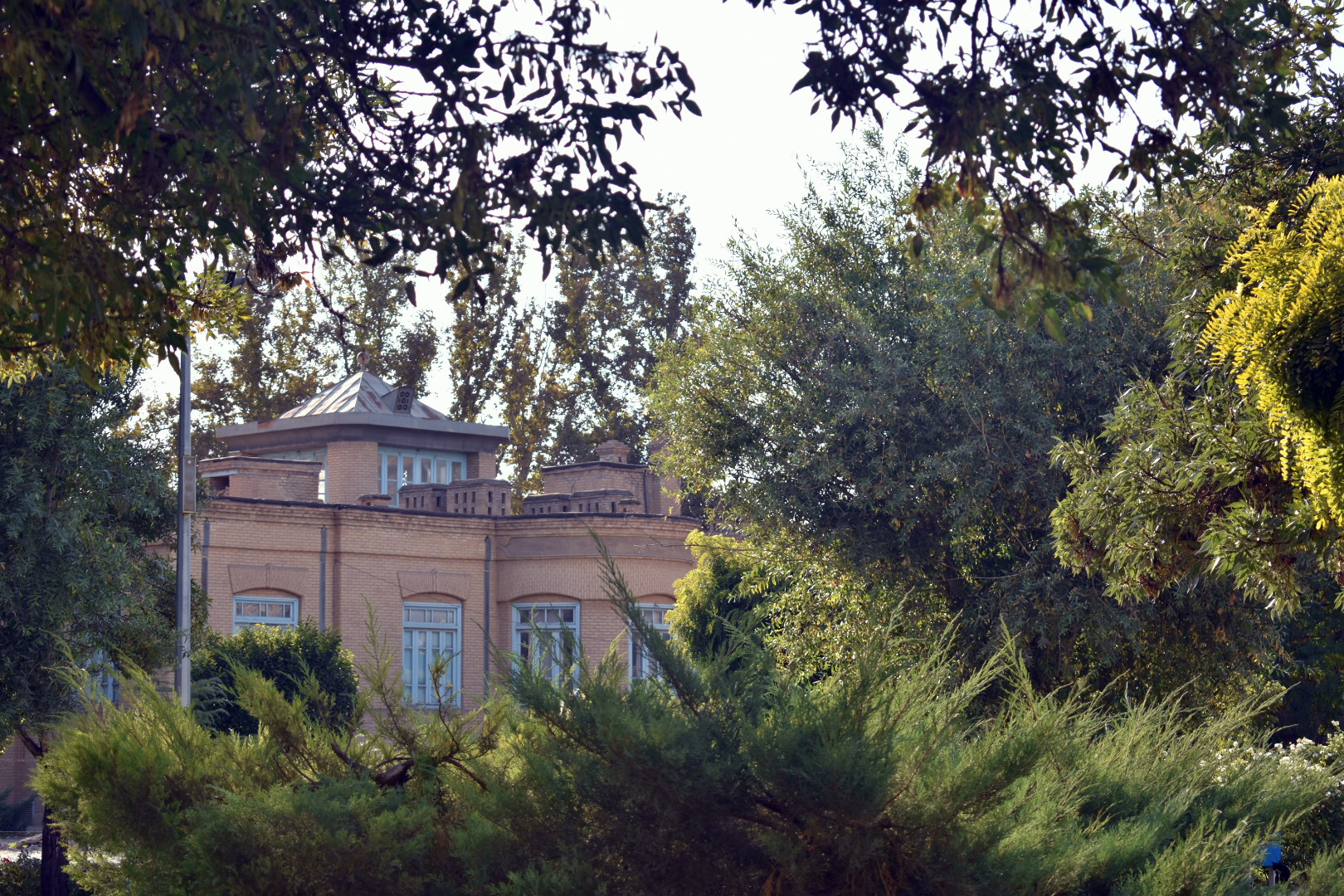
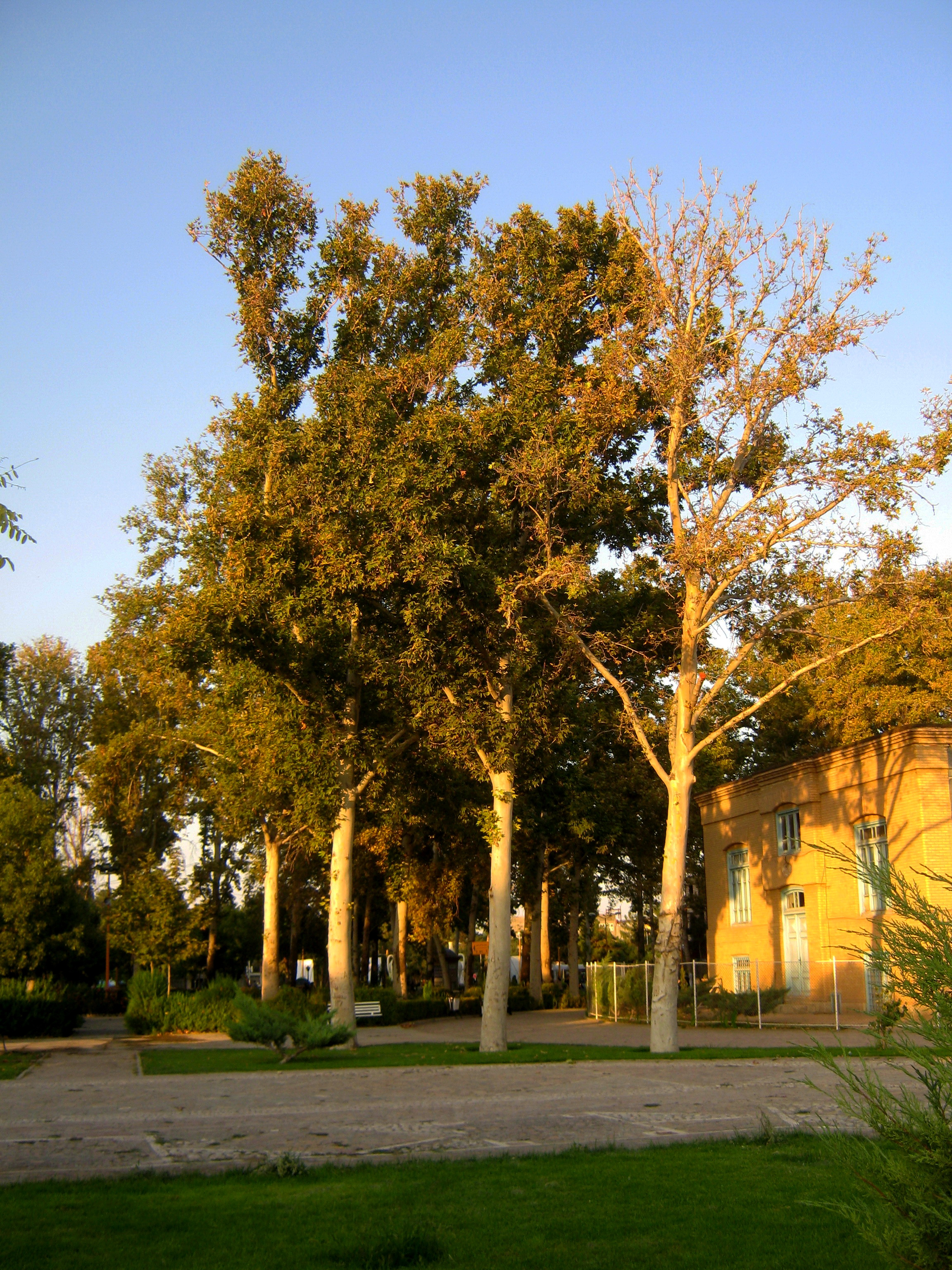
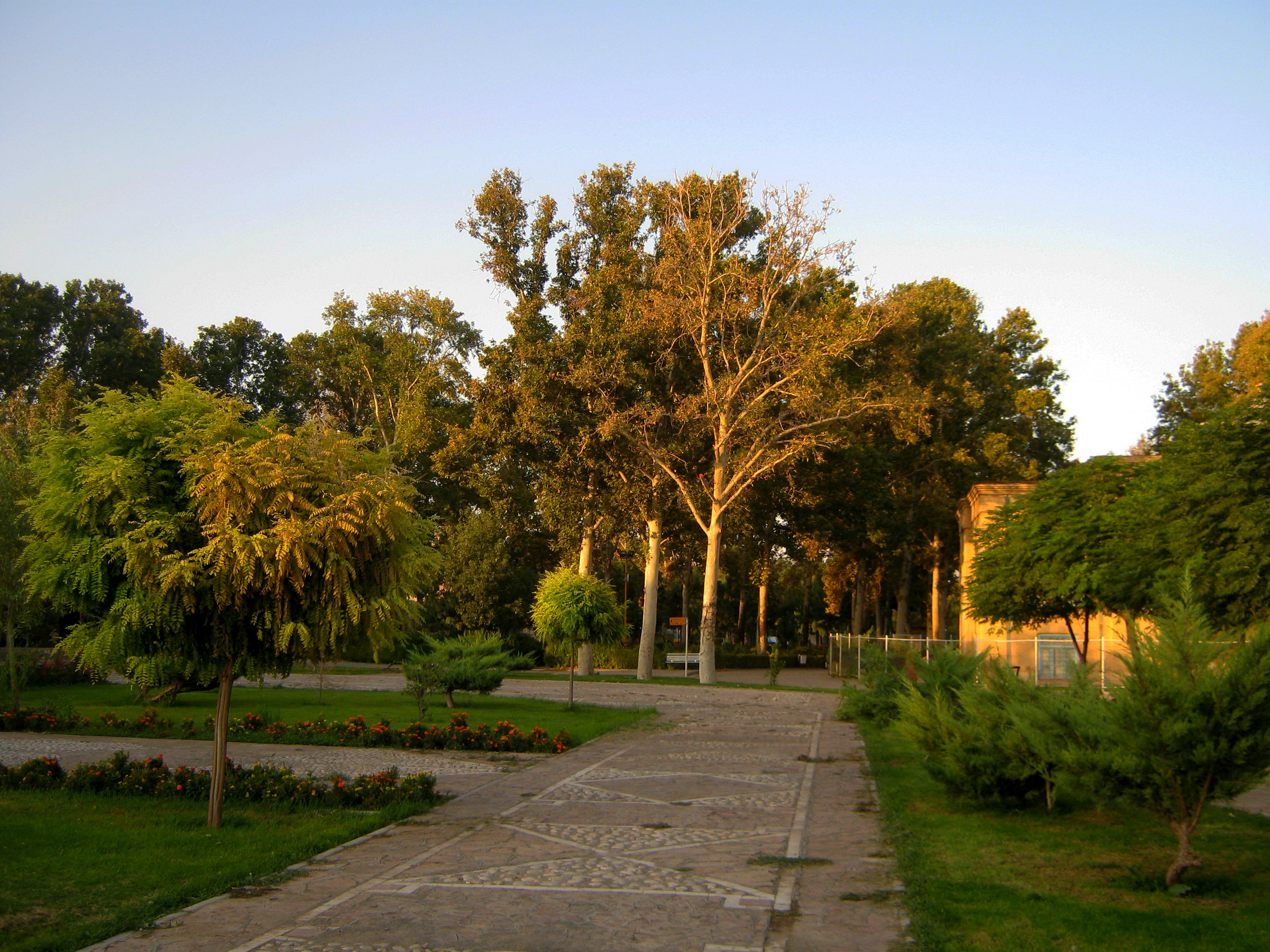
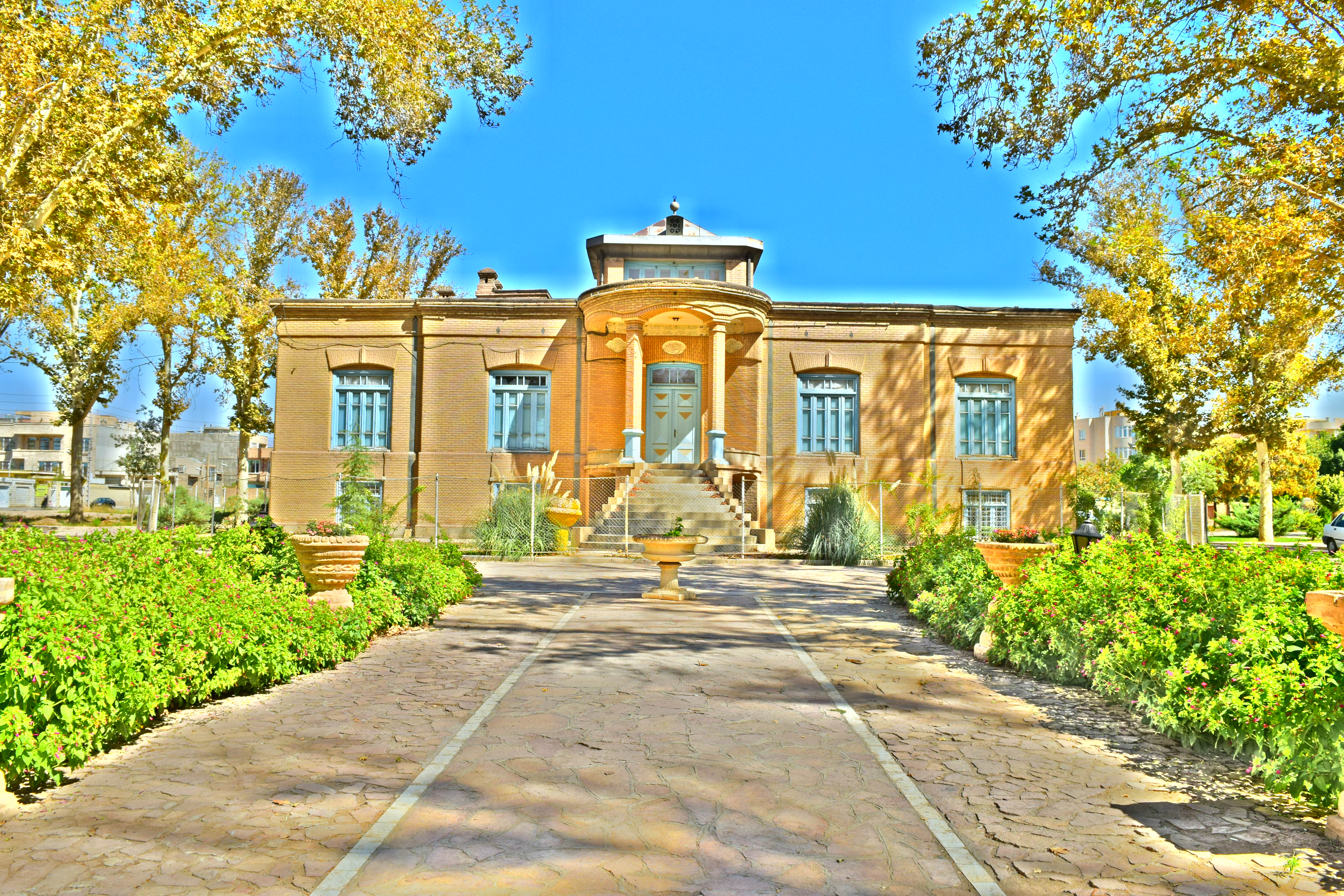
تصویر HDR عمارت امین اسلامی نیشابور